# Передельский, Лев Дмитриевич
Лев Дмитриевич Передельский (1922—1995) — советский педагог,  историк-краевед, автор историко-краеведческого труда "Карачев", Почетный гражданин города Карачева Брянской области.

## Биография
Родился 27 октября 1922 года в городе Карачеве Орловской губернии.
Отец: Дмитрий Николаевич  Передельский, мать: Таисия Семёновна Передельская. Все дети в семье Передельских выучились и стали учителями, людьми образованными и известными.
После окончания «семилетки» Лев поступил в Карачевское педагогическое училище. Выбор будущей профессии был осознанным: поступая в училище юноша был убежден в его правильности. К этому выбору Льва подтолкнул яркий пример его наставников в школе: отца и сына Телешовых – Николая Александровича, который преподавал физику, и Олега Николаевича, учителя истории, благодаря которому мальчик со школьной скамьи буквально «загорелся» этой наукой. Паренька покоряла присущая Телешовым манера ведения уроков: всегда спокойный, выдержанный тон, уважительное отношение к детям, большая увлеченность предметом. Позже Лев Дмитриевич сам станет примером для своих учеников.
Когда в 1940 году Лев Дмитриевич окончил училище, то в августе этого же года стал директором Бойковской семилетней школы. Однако, осенью он был призван на срочную службу.

## Великая Отечественная война.
С первых дней Великой Отечественной войны Лев Дмитриевич вступил в ряды действующей Красной армии. Он служил в должности командира орудия 1-й батареи 1745-го зенитного артиллерийского полка  54-й зенитной артиллерийской дивизии противовоздушной обороны. 
Ровно в час ночи 22 июня 1941 года зенитчиков подняли по тревоге, и вскоре их колонна уже шла в район села Аннино, расположенного на дальних подступах к Москве. 
Лев Передельский вскоре познакомился со своей женой - ефрейтором Диной (в девичестве - Смирновой) и вместе они прошли всю войну до полной капитуляции немцев. 
Лев Дмитриевич Передельский был участником битвы за Москву. После окончания войны он участвовал в праздничном параде победителей на Красной площади.
Среди многочисленных наград, которыми Л. Д. Передельский был награжден за свои трудовые достижения, достойное место всегда отводилось наградам за военные подвиги: Ордену Отечественной войны второй степени и медали «За победу над Германией».

## Послевоенные годы.
В 1947 году Лев Дмитриевич возвращается в родной город и его сразу же назначают на должность инспектора Карачевского районного отдела народного образования – в послевоенном Карачеве нужно было практически с нуля восстанавливать учебный процесс. Вскоре Передельский становится директором сначала Мылинской, а потом Бошинской сельских школ. В это же время он поступает в Московский педагогический институт по курсу «История» и начинает собирать уникальные исторические данные о древней истории родного края для своей будущей книги. 
На протяжении всей своей жизни Лев Дмитриевич продолжает заниматься краеведческой работой: собирает и систематизирует богатый материал, характеризующий славный путь древнего города, героизм и самопожертвование карачевцев в разные периоды истории.
С 1959 года начинается новая страничка в его трудовой педагогической деятельности: Лев Дмитриевич становится директором средней школы имени А. М. Горького в городе Карачеве.
Передельский был известен в Карачеве не только как хороший специалист в области истории, но и как отличный организатор и педагог. До сих пор его ученики, вспоминая свои школьные годы, отзываются о Льве Дмитриевиче с особой теплотой.
Именно он стал инициатором военно-патриотического воспитания подрастающего поколения района. Ему принадлежит идея создания в школе движения Красных следопытов – пионеров-активистов, которые ежегодно во время летних каникул отправлялись в походы по местам боевой славы, собирали материалы о былых исторических событиях, об исторических лицах, в особенности о героях ВОВ. Участники движения встречались с вдовой и детьми А. М. Бахтизина, российского военного деятеля, Гвардии полковника, отважного комдива, погибшего при освобождении города Карачева, вели переписку с прославленной летчицей, Героем Советского Союза, Антониной Фёдоровной Худяковой.
В 1961-1962 гг Лев Дмитриевич в течение года работал в Москве в составе специального жюри по оценке новых учебников истории, куда помимо него входили многие известные в стране профессора и академики. Он рецензировал учебник «История средних веков».
Под его именем опубликован ряд методических рекомендаций по усовершенствованию образовательного процесса.
В 1967 году Передельский сумел заинтересовать своих учеников и учителей в очень важном деле: в школе имени А. М. Горького на основе собранного Красными Следопытами материала был открыт прекрасный школьный историко-краеведческий музей - один из первых в районе, который позже получил статус Народного. Это было любимое детище Л. Д. Передельского. В создании музея Лев Дмитриевич принимал активное участие: лично собирал материалы вместе с учащимися и родителями.
Кроме этого, по личной инициативе Льва Дмитриевича проводились в районе многие спортивные соревнования, был организован летний оздоровительный лагерь для учащихся.
В последние годы жизни Лев Дмитриевич работал в районном Отделе народного образования, словом и делом помогая молодым учителям.
20 октября 1995 года Лев Дмитриевич ушел из жизни.
Более 50-ти лет отдал Лев Дмитриевич педагогическому труду, 30 лет из которых он возглавлял среднюю школу имени А. М. Горького в Карачеве. Это был человек большой души, который остается в памяти многих и многих знавших его людей примером чуткости, отзывчивости, огромной эрудиции и трудолюбия.

## Заслуги
- Ветеран войны и труда,
- «Заслуженный учитель РСФСР»,
- «Отличник народного образования».
- Неоднократно награжден многочисленными медалями, Дипломами и Грамотами.
- Почётный гражданин города Карачева (Постановление Карачевского городского Совета народных депутатов № 141 от 18 мая 2000 года).